# Kwak Yoon-gy
Kwak Yoon-gy (Seoel, 26 december 1989) is een Zuid-Koreaans shorttracker.

## Carrière
In Vancouver, bij het shorttrack op de Olympische Winterspelen 2010 won Kwak de zilveren medaille met de Zuid-Koreaanse aflossingsploeg op het onderdeel relay. Op de 500 meter werd hij vierde door de B-finale te winnen.
Twee jaar eerder had Kwak met de aflossingsploeg al de wereldtitel gewonnen op het wereldkampioenschap 2008 in Gangneung. Op het wereldkampioenschap 2010 won Kwak goud op de 1500 meter en de aflossing en zilver op de 1000 meter en in het klassement. Op het wereldkampioenschap 2012 won hij de 1000 meter, de superfinale en het klassement.
Voor de wereldbeker shorttrack won Kwak in de seizoenen 2011/2012 en 2012/2013 het klassement over de 1000 meter.
1976: Alan Rattray · 
1977: Gaétan Boucher · 
1978: James Lynch · 
1979: Hiroshi Toda · 
1980: Gaétan Boucher · 
1981: Benoît Baril · 
1982: Guy Daignault · 
1983: Louis Grenier · 
1984: Guy Daignault · 
1985: Toshinobu Kawai · 
1986: Tatsuyoshi Ishihara · 
1987: Toshinobu Kawai/Michel Daignault · 
1988: Peter van der Velde · 
1989: Michel Daignault · 
1990: Lee Joon-ho · 
1991: Wilf O'Reilly · 
1992: Kim Ki-hoon · 
1993: Marc Gagnon · 
1994: Marc Gagnon · 
1995: Chae Ji-hoon · 
1996: Marc Gagnon · 
1997: Kim Dong-sung · 
1998: Marc Gagnon · 
1999: Li JiaJun · 
2000: Min Ryoung · 
2001: Li JiaJun · 
2002: Kim Dong-sung · 
2003: Ahn Hyun-soo · 
2004: Ahn Hyun-soo · 
2005: Ahn Hyun-soo · 
2006: Ahn Hyun-soo · 
2007: Ahn Hyun-soo · 
2008: Apolo Anton Ohno · 
2009: Lee Ho-suk · 
2010: Lee Ho-suk · 
2011: Noh Jin-kyu · 
2012: Kwak Yoon-gy · 
2013: Sin Da-woon · 
2014: Viktor An · 
2015: Sjinkie Knegt · 
2016: Han Tianyu · 
2017: Seo Yi-ra · 
2018: Charles Hamelin · 
2019: Lim Hyo-jun · 
2021: Shaoang Liu ·
2022: Shaoang Liu